# 国鉄シキ35形貨車
国鉄シキ35形貨車（こくてつシキ35がたかしゃ）は、1960年（昭和35年）12月28日に新三菱重工業が2両製造した35トン積み平床式大物車である。番号はシキ35・シキ36であった。同社所有の私有貨車であった。
全長は14,300 mm（車体長13,500mm）で、外見は長物車のような構造であるが、2両を連結してその間に渡しかけるように長い貨物を搭載することを目的としており、車体上に曲線走行時の変位を吸収できるようにするための回転枕木を装備していた。この回転枕木は心皿の装備位置が二箇所あって、うち一箇所のときに荷重が35 トン、もう一箇所のときは20 トンであった。2両つないで使用することを想定しているが、1両単位でも使用できた。台車はベッテンドルフ式2軸ボギー台車TR41Cで、ブレーキはKD254形を装備していた。
主に化学プラントなどの長い貨物を輸送していた。1965年（昭和40年）2月24日に会社の合併で所有者が三菱重工業となった。常備駅は終始糸崎駅であった。1984年（昭和59年）1月31日に2両とも廃車となった。